# اریکسون
اریکسون (به سوئدی: Telefonaktiebolaget LM Ericsson) شرکت صنایع الکترونیکی و تجهیزات مخابراتی چندملیتی سوئدی است که در سال ۱۸۷۶ توسط لارس مگنوس اریکسون تأسیس شد.
فعالیت اولیه این شرکت در زمینه تعمیرات تجهیزات تلگراف بود و فعالیت‌های تولیدی اریکسون، با ساخت قطعات دستگاه‌های تلفن و سامانه‌ها و تجهیزات تلفن‌خانه و تلگراف‌خانه آغاز گشت.
از آن زمان این شرکت به‌طور مستمر در حال گسترش در سوئد و دیگر کشورها بوده‌است و در ایران نیز دفتر دارد. حضور پر رنگ اریکسون در استکهلم به گسترش این شهر و تبدیل آن به یکی از مراکز فناوری اطلاعات در اروپا کمک شایانی کرده‌است.
امروزه اریکسون یکی از بزرگترین شرکت‌های تولیدکننده سامانه‌های ارتباطی و مخابراتی، و همچنین ارائه‌دهنده خدمات فناوری اطلاعات است و به همراه شرکت‌های زیرمجموعه خود یکی از اصلی‌ترین بازیگران در صنعت شبکه‌های تلفن همراه و سامانه‌های چندرسانه‌ای اینترنتی، در اروپا به‌شمار می‌آید.

## اتهام‌ها

### فساد در آمریکا
در اکتبر ۲۰۲۱ وزارت دادگستری ایالات متحده آمریکا این شرکت را به نقض تعهد پرداخت جریمه‌ یک میلیارد دلاری در ارتباط با توافق با دادستانی ایالات متحده برای منع پیگیری یک پرونده فساد مالی متهم کرد.

### پرداخت پول به داعش
در فوریه ۲۰۲۲ اعلام شد که شرکت اریکسون در سال ۲۰۱۸ برای حق رفت‌وآمد از مسیرهایی که تحت تسلط گروه داعش در عراق بوده به این گروه پول پرداخت کرده است. در پی انتشار این خبر، سهام این شرکت نزدیک به پانزده درصد کاهش یافت.